# Dajr az-Zaur (poddystrykt)
Dajr az-Zaur – jedna z 7 jednostek administracyjnych trzeciego rzędu (nahijja) dystryktu Dajr az-Zaur w muhafazie Dajr az-Zaur w Syrii.
W 2004 roku poddystrykt zamieszkiwało 239 196 osób.